# 큰칼고기
큰칼고기(학명: Chitala lopis)는 골설어목 칼고기과에 속하는 민물고기의 일종이다. 2020년에 멸종이 선언되었으나, 2023년 멸종하지 않았음이 확인되었다.